# Praia de Búzios
Praia de Búzios.
A Praia de Búzios pertence ao município de Nísia Floresta, Rio Grande do Norte. É um destino popular para férias de verão. Grande parte de sua costa é marcada por ondas fortes e perigosas, ideais para a prática do Surf, possui também uma calma enseada, apropriada para o banho e para a prática de Windsurf e Kitesurf. Suas dunas são utilizadas por praticantes de Sandboard e para passeios de Buggy.